# Velykyj Korovynci
Velyki Korovynci (in ucraino Великі Коровинці?) è un comune del distretto di Žytomyr.

## Geografia
Velykyj Korovynci è situata a 42 km a sud-ovest di Žytomyr.

## Storia
La località fu menzionata per la prima volta nel 1585. Durante la seconda guerra mondiale il paese fu bombardato dall'aviazione tedesca la mattina del 23 giugno 1941 e poi occupato dal 7 luglio 1941 al 6 gennaio 1944.